# ᵠ
Cette page contient des caractères spéciaux ou non latins. S’ils s’affichent mal (▯, ?, etc.), consultez la page d’aide Unicode.
ᵠ, appelée phi en exposant, phi supérieur ou lettre modificative grecque phi, est un symbole de l’alphabet phonétique ouralique, utilisé notamment dans les travaux d’Artturi Kannisto (fi). Il est formé de la lettre grecque phi mise en exposant et n’est pas à confondre avec la lettre modificative latine phi ‹ ᶲ ›.

## Représentations informatiques
La lettre modificative grecque phi peut être représentée avec les caractères Unicode suivants (extensions phonétiques) :
| formes       | représentations | chaînes de caractères | points de code | descriptions                              | note                             |
| ------------ | --------------- | --------------------- | -------------- | ----------------------------------------- | -------------------------------- |
| modificative | ᵠ               | ᵠ                     | U+1D60         | lettre modificative minuscule grecque phi | codée pour le symbole phonétique |

## Sources
- (en) Finlande, Irlande, Norvège ISO/IEC JTC1/SC2/WG2, Uralic Phonetic Alphabet characters for the UCS, 20 mars 2002 (lire en ligne)
- (de) Artturi Kannisto, Zur Geschichte des Vokalismus der ersten Silbe im Wogulischen vom qualitativen Standpunkt, Helsinki, Druckerei der Finnischen Litteratur-Gesellschaft, 1919 (lire en ligne)
- (de) Rédei Károly, Zu den indogermanische-uralischen Sprachkontakten, Vienne, Verlag der Österreichischen Akademie der Wissenschaften, 1986